# 不審船事件
不審船事件（ふしんせんじけん）とは、国籍不明船舶（不審船）または工作船の接近・領海及びEEZ侵入により引き起こされた事件を指す。主に、日本国内で発生した事件に対して用いられる。海上保安庁では1963年（昭和38年）に最初の不審船を公式確認して以来、2003年までに20件21隻の不審船を確認している。
このうち、九州南西海域工作船事件は、後の引き揚げ調査で北朝鮮の工作船であったことが判明し工作船事件と事件名を変えた。

## 日本の主な不審船事件
- 不審船発砲事件：1970年（昭和45年）4月14日に発生。
- 加賀市沖不審船事件：1971年（昭和46年）7月31日に発生。
- 日向灘不審船事件：1985年（昭和60年）4月25日 - 27日に発生。
- 能登半島沖不審船事件：1999年（平成11年）3月23日に発生。自衛隊初の海上警備行動発令、不審船は逃走。
- 九州南西海域工作船事件：2001年（平成13年）12月21日に発生。海上保安庁巡視船と交戦、工作船は自沈。